# Runowo Sławieńskie
Runowo Sławieńskie (kaszb. Rënowò lub Rënawò, niem. Klein Runow) – wieś w Polsce, położona w województwie pomorskim, w powiecie słupskim, w gminie Kobylnica.
| SIMC    | Nazwa   | Rodzaj    |
| ------- | ------- | --------- |
| 1014903 | Mirocin | część wsi |

W latach 1975–1998 miejscowość administracyjnie należała do województwa słupskiego.

## Nazwa
Nazwa miejscowości ma pochodzenie słowiańskie, ale powstała na gruncie niemieckim przez przeniesienie z miejscowości Runow „Runowo”, z wyróżnikiem klein „mały”. Polska nazwa Runowo Sławieńskie jest adaptacją nazwy niemieckiej z podmianą wyróżnika na geograficzny, wskazujący na bliskość miasta Sławno (Runowo Sławieńskie należało pierwotnie do powiatu sławieńskiego).
Rada Języka Kaszubskiego proponuje opartą na polskiej kaszubską formę nazwy Runowò Sławieńszczé.